# Мехмед Риза-паша
Мехмед Риза-паша (тур. Mehmed Rıza Paşa; 1844 или 1845, пригород Константинополя — 1920, там же) — турецкий государственный деятель и военачальник. Маршал (мушир, 1891). В течение семнадцати лет (1891—1908) занимал должность сераскира (военного министра) Османской империи; один из рекордсменов по длительности пребывания в данной должности. Кавалер российского ордена Святого Александра Невского (1900).

## Биография
Родился в 1844 или в 1845 году в пригороде Стамбула. Окончил Стамбульское военное училище, после чего служил сперва в Шумене, а затем на Крите. В 1870 в чине, эквивалентном европейскому чину пехотного капитана, принимал участие в подавлении восстания в Шкодере (ныне — Албания). В 1875 году был произведён в чин, эквивалентный чину майора, после чего принимал участие в подавлении ещё одного восстания.
В 1877 году в рядах турецкой армии принимал участие в Русско-турецкой войне (1877—1878). Попал в русский плен в ходе боёв на Шипкинском перевале. 
После окончания войны вернулся на родину и был награждён орденом Меджидие 4-й степени, однако затем, из-за интриг в военном ведомстве, в которых поддержал проигравшую сторону, был вынужден на время покинуть Стамбул.
Тем не менее, уже в 1881 году был произведён в чин, эквивалентный чину полковника, и назначен командиром пехотного полка. В 1885—88 годах служил в Эдирне, после чего был повышен в чине и должности и назначен начальником 2-й дивизии, отвечавшей за охрану собственной особы османского султана Абдул-Хамида.
Был замечен султаном и в 1891 году повышен до сераскера. На этой должности служил 17 лет, которые были для Турции относительно мирными.
В 1900 году был награждён российским ордена Святого Александра Невского.
В 1908 году вышел в отставку.
Проживал в Стамбуле, где и скончался в 1920 году.